# Ottomeyer (Unternehmen)

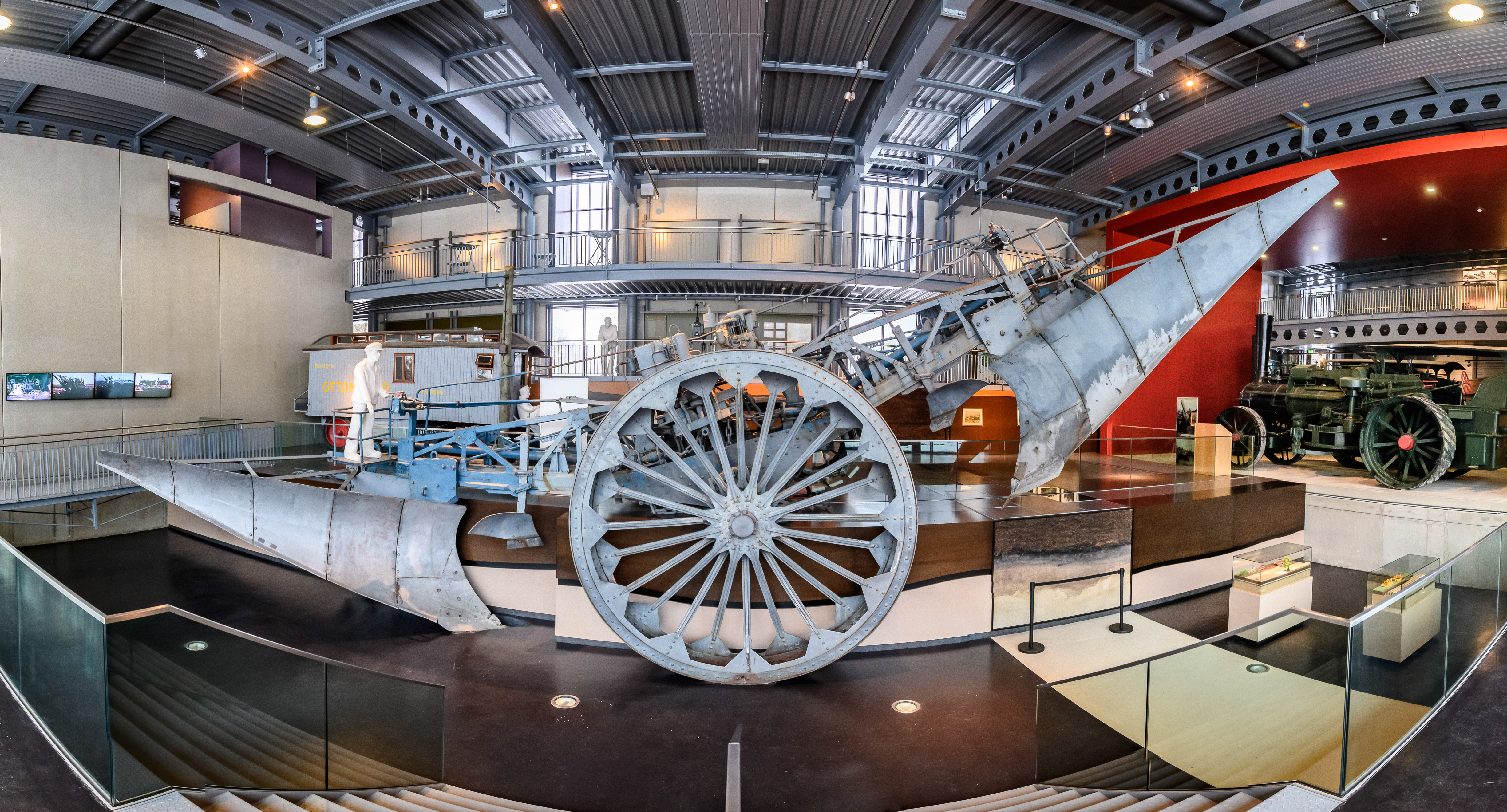
Tiefpflug „Mammut“ der Fa. Ottomeyer in der Ausstellungshalle II des Emsland-Moormuseums; mittig im Vordergrund das Furchenrad, links und rechts die Pflugscharen

Ottomeyer (vollständige Firma anfangs Friedrich Ottomeyer, später auch Wilhelm Ottomeyer und Otto Ottomeyer) ist ein ehemaliges Familienunternehmen der Landmaschinentechnik aus Ostwestfalen-Lippe. Gegründet wurde das Unternehmen 1866 in Wellentrup, später hatten die drei Unternehmenszweige ihre Hauptstandorte in Steinheim, Lügde (nahe Pyrmont) und Detmold.
Bekannt ist das Unternehmen vor allem als Hersteller und Betreiber von Dampfpflügen in der Mitte des 20. Jahrhunderts. Die von Ottomeyer zur Moorkultivierung entwickelten Tiefpflüge vom Typ Mammut sind die größten Pflüge der Welt, und die dazugehörigen, von Ottomeyer verstärkten Pfluglokomotiven sind die leistungsfähigsten jemals gebauten selbstfahrenden Lokomobilen aller Zeiten.

## Geschichte

### Gründung und Aufbau unter Friedrich Ottomeyer (bis 1895)

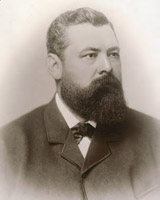
Der Firmengründer Friedrich Ottomeyer (1838–1895), Oekonom, Fabrikant, Abgeordneter im Lippischen Landtag

Gegründet wurde das Unternehmen vom Industriepionier und späteren lippischen Landtagsabgeordneten Friedrich Ottomeyer. Dieser stammte aus großbäuerlichen Verhältnissen und betrieb als Oeconom (Landwirt) einen Bauernhof in Wellentrup (Hof Nr. 10, Alte Ortsstraße 3, 51° 56′ 24,3″ N, 9° 1′ 29,6″ O).
Neben seinem landwirtschaftlichen Betrieb baute Ottomeyer einen Handel und eine mechanische Werkstatt für Landmaschinen und Mühlentechnik auf. Er importierte als Generalagent verschiedene Landmaschinen (Mäh-, Häcksel-, Drill- und Heuwendemaschinen, zudem Pflüge, Eggen und Pumpen) vor allem aus England und vertrieb diese in der Region. Unter anderem führte Ottomeyer 1859 die erste Lokomobile in Ostwestfalen ein.
1866 erhielt Ottomeyer seine Konzession für den gewerblichen Einsatz von Dampfmaschinen, importierte zwei Lokomobilen aus England und bot diese als Lohnunternehmer der Land- und Forstwirtschaft der Region zum Dreschen und Holzsägen an.
Ab 1871 firmierte das Unternehmen als Ottomeyer & Cordes und hatte seinen Sitz im nahegelegenen, preußischen Pyrmont. 1874 kaufte Ottomeyer gemeinsam mit dem Kaufmann Lewi Emmrich die Buiter Mühle, eine Säge- und Mahlmühle am Heubach im Südwesten von Steinheim (Detmolder Str. 65, 51° 51′ 42,7″ N, 9° 5′ 19,7″ O). Emmrich blieb als Geldgeber bis 1879 am Unternehmen beteiligt. 1877 trennte sich Ottomeyer von seinem Geschäftspartner Cordes in Pyrmont; die Familie Ottomeyer zog mit dem Betrieb nach Steinheim um.
Nach dem Umzug nach Steinheim verkaufte Ottomeyer seine ehemalige Maschinenwerkstatt in Wellentrup. Das Gebäude wurde ab 1888 zur ersten genossenschaftlichen Molkerei der Region umgebaut („Alte Molkerei“, Istruper Str. 74, 51° 56′ 26,5″ N, 9° 1′ 23″ O). Auch der Ottomeyersche Hof wurde einige Jahre später (1903, an die Witwe Meyer zu Biesen) abgegeben.
1877 (oder 1887?) kaufte Ottomeyer den ersten Dampfpflugsatz von John Fowler & Co. (Niederlassung Magdeburg). Auch dieser Pflug wurde in bewährter Manier mitsamt Betriebsmannschaft vermietet. 1889 erwarb Ottomeyer einen weiteren Maschinensatz mit Dreschmaschine von Lanz.

### Aufteilung des Unternehmens
Nach dem Tod des Firmengründers Friedrich Ottomeyer im Jahre 1895 wurde das Familienunternehmen zunächst von seiner Witwe Friederike und seinen Söhnen gemeinsam weitergeführt. Später entschieden die Gebrüder Ottomeyer, das Unternehmen unter sich aufzuteilen. Hieraus entstanden drei Unternehmenszweige:
| Friedrich Ottomeyer (1838–1895) Bauernhof in Wellentrup, Maschinenwerkstatt und -handel in Steinheim |                                                                                 |                                                                                 |                                                                                 |                                                                                 |                                                                                 |  |  |                                                                   |                                                                   |                                                                   |                                                                   |                                                                   |                                                                   |  |  | | | | | | |  |  |  |  |  |  |  |  |  |  |  |  |  |  |  |  |  |  |
| |                                                                                 |                                                                                 |                                                                                 |                                                                                 |                                                                                 |  |  |                                                                   |                                                                   |                                                                   |                                                                   |                                                                   |                                                                   |  |  | | | | | | |  |  |  |  |  |  |  |  |  |  |  |  |  |  |  |  |  |  |
| |                                                                                 |                                                                                 |                                                                                 |                                                                                 |                                                                                 |  |  |                                                                   |                                                                   |                                                                   |                                                                   |                                                                   |                                                                   |  |  | | | | | | |  |  |  |  |  |  |  |  |  |  |  |  |  |  |  |  |  |  |
| Friedrich Ottomeyer jun. (1862–1944) Mühle und Landmaschinenhandel in Steinheim                      | Friedrich Ottomeyer jun. (1862–1944) Mühle und Landmaschinenhandel in Steinheim | Friedrich Ottomeyer jun. (1862–1944) Mühle und Landmaschinenhandel in Steinheim | Friedrich Ottomeyer jun. (1862–1944) Mühle und Landmaschinenhandel in Steinheim | Friedrich Ottomeyer jun. (1862–1944) Mühle und Landmaschinenhandel in Steinheim | Friedrich Ottomeyer jun. (1862–1944) Mühle und Landmaschinenhandel in Steinheim |  |  | Wilhelm Ottomeyer (1867–1950) Dampfpflug-Betrieb in Pyrmont/Lügde | Wilhelm Ottomeyer (1867–1950) Dampfpflug-Betrieb in Pyrmont/Lügde | Wilhelm Ottomeyer (1867–1950) Dampfpflug-Betrieb in Pyrmont/Lügde | Wilhelm Ottomeyer (1867–1950) Dampfpflug-Betrieb in Pyrmont/Lügde | Wilhelm Ottomeyer (1867–1950) Dampfpflug-Betrieb in Pyrmont/Lügde | Wilhelm Ottomeyer (1867–1950) Dampfpflug-Betrieb in Pyrmont/Lügde |  |  | Otto Ottomeyer (1877–1945) Ziegelei in Meinberg, Ingenieurbüro in Horn, Maschinenfabrik in Detmold | Otto Ottomeyer (1877–1945) Ziegelei in Meinberg, Ingenieurbüro in Horn, Maschinenfabrik in Detmold | Otto Ottomeyer (1877–1945) Ziegelei in Meinberg, Ingenieurbüro in Horn, Maschinenfabrik in Detmold | Otto Ottomeyer (1877–1945) Ziegelei in Meinberg, Ingenieurbüro in Horn, Maschinenfabrik in Detmold | Otto Ottomeyer (1877–1945) Ziegelei in Meinberg, Ingenieurbüro in Horn, Maschinenfabrik in Detmold | Otto Ottomeyer (1877–1945) Ziegelei in Meinberg, Ingenieurbüro in Horn, Maschinenfabrik in Detmold |  |  |  |  |  |  |  |  |  |  |  |  |  |  |  |  |  |  |
| Friedrich Ottomeyer jun. (1862–1944) Mühle und Landmaschinenhandel in Steinheim                      | Friedrich Ottomeyer jun. (1862–1944) Mühle und Landmaschinenhandel in Steinheim | Friedrich Ottomeyer jun. (1862–1944) Mühle und Landmaschinenhandel in Steinheim | Friedrich Ottomeyer jun. (1862–1944) Mühle und Landmaschinenhandel in Steinheim | Friedrich Ottomeyer jun. (1862–1944) Mühle und Landmaschinenhandel in Steinheim | Friedrich Ottomeyer jun. (1862–1944) Mühle und Landmaschinenhandel in Steinheim |  |  | Wilhelm Ottomeyer (1867–1950) Dampfpflug-Betrieb in Pyrmont/Lügde | Wilhelm Ottomeyer (1867–1950) Dampfpflug-Betrieb in Pyrmont/Lügde | Wilhelm Ottomeyer (1867–1950) Dampfpflug-Betrieb in Pyrmont/Lügde | Wilhelm Ottomeyer (1867–1950) Dampfpflug-Betrieb in Pyrmont/Lügde | Wilhelm Ottomeyer (1867–1950) Dampfpflug-Betrieb in Pyrmont/Lügde | Wilhelm Ottomeyer (1867–1950) Dampfpflug-Betrieb in Pyrmont/Lügde |  |  | Otto Ottomeyer (1877–1945) Ziegelei in Meinberg, Ingenieurbüro in Horn, Maschinenfabrik in Detmold | Otto Ottomeyer (1877–1945) Ziegelei in Meinberg, Ingenieurbüro in Horn, Maschinenfabrik in Detmold | Otto Ottomeyer (1877–1945) Ziegelei in Meinberg, Ingenieurbüro in Horn, Maschinenfabrik in Detmold | Otto Ottomeyer (1877–1945) Ziegelei in Meinberg, Ingenieurbüro in Horn, Maschinenfabrik in Detmold | Otto Ottomeyer (1877–1945) Ziegelei in Meinberg, Ingenieurbüro in Horn, Maschinenfabrik in Detmold | Otto Ottomeyer (1877–1945) Ziegelei in Meinberg, Ingenieurbüro in Horn, Maschinenfabrik in Detmold |  |  |  |  |  |  |  |  |  |  |  |  |  |  |  |  |  |  |
| Werner Ottomeyer (?–1964)                                                                            | Werner Ottomeyer (?–1964)                                                       | Werner Ottomeyer (?–1964)                                                       | Werner Ottomeyer (?–1964)                                                       | Werner Ottomeyer (?–1964)                                                       | Werner Ottomeyer (?–1964)                                                       |  |  | Fritz Ottomeyer (1904–1970)                                       | Fritz Ottomeyer (1904–1970)                                       | Fritz Ottomeyer (1904–1970)                                       | Fritz Ottomeyer (1904–1970)                                       | Fritz Ottomeyer (1904–1970)                                       | Fritz Ottomeyer (1904–1970)                                       |  |  | Hans Ottomeyer (1909–?)                                                                            | Hans Ottomeyer (1909–?)                                                                            | Hans Ottomeyer (1909–?)                                                                            | Hans Ottomeyer (1909–?)                                                                            | Hans Ottomeyer (1909–?)                                                                            | Hans Ottomeyer (1909–?)                                                                            |  |  |  |  |  |  |  |  |  |  |  |  |  |  |  |  |  |  |
| Werner Ottomeyer (?–1964)                                                                            | Werner Ottomeyer (?–1964)                                                       | Werner Ottomeyer (?–1964)                                                       | Werner Ottomeyer (?–1964)                                                       | Werner Ottomeyer (?–1964)                                                       | Werner Ottomeyer (?–1964)                                                       |  |  | Fritz Ottomeyer (1904–1970)                                       | Fritz Ottomeyer (1904–1970)                                       | Fritz Ottomeyer (1904–1970)                                       | Fritz Ottomeyer (1904–1970)                                       | Fritz Ottomeyer (1904–1970)                                       | Fritz Ottomeyer (1904–1970)                                       |  |  | Hans Ottomeyer (1909–?)                                                                            | Hans Ottomeyer (1909–?)                                                                            | Hans Ottomeyer (1909–?)                                                                            | Hans Ottomeyer (1909–?)                                                                            | Hans Ottomeyer (1909–?)                                                                            | Hans Ottomeyer (1909–?)                                                                            |  |  |  |  |  |  |  |  |  |  |  |  |  |  |  |  |  |  |
| |                                                                                 |                                                                                 |                                                                                 |                                                                                 |                                                                                 |  |  |                                                                   |                                                                   |                                                                   |                                                                   |                                                                   |                                                                   |  |  | Hans Ottomeyer (* 1946) Kunsthistoriker, Präsident des DHM                                         | | | | | |  |  |  |  |  |  |  |  |  |  |  |  |  |  |  |  |  |  |

#### Otto Ottomeyer (Ziegelei in Meinberg, Ingenieurbüro in Horn, Maschinenfabrik in Detmold)
Bereits 1904 trat Ottomeyers jüngster Sohn Otto aus dem Familienbetrieb aus, übernahm in Meinberg (Nr. 151, 51° 53′ 21,4″ N, 8° 58′ 3,2″ O) eine Ziegelei, die er zu einer Dampfziegelei umbaute und erweiterte. Auch gründete er ein Ingenieurbüro und eine Maschinen- und Armaturenfabrik, mit denen er später nach Detmold (Hornsche Str. 35, 51° 55′ 52,4″ N, 8° 52′ 49,7″ O) umzog und die er gemeinsam mit seinem Sohn unter der Firma O. Ottomeyer & Sohn oHG führte.
Ab 1959 gehörte Hans Ottomeyer, ein Sohn von Otto Ottomeyer, zum Vorstand des Landmaschinenherstellers Rheinstahl Hanomag AG in Hannover. Dessen Sohn Hans Ottomeyer jun. ist als Kunsthistoriker und Präsident der Stiftung des Deutschen Historischen Museums bekannt.
Zuletzt (ab 1998) firmierte der Unternehmenszweig in Detmold als Ottomeyer Armaturen GmbH.

#### Wilhelm Ottomeyer (Dampfpflugbetrieb in Lügde/Pyrmont)

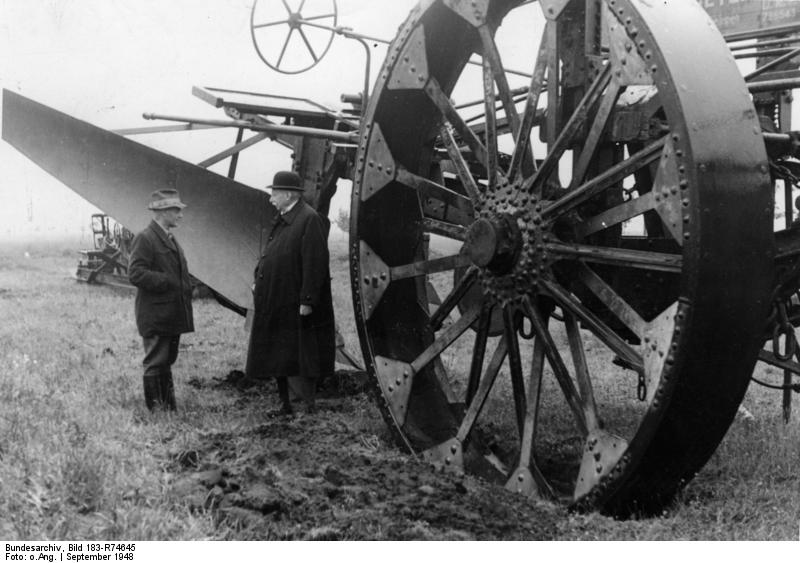
Wilhelm Ottomeyer (rechts, mit Melone) bei der Vorstellung des Kuhlpflugs „Mammut“ (1948)

Der Lohnbetrieb von Dampfpflügen mit den dazugehören Umbau- und Wartungsarbeiten entwickelte sich ab 1900 zunehmend zum wichtigsten Zweig des Unternehmens Ottomeyer. Indem er gebrauchte Pflug-Lokomobilen von Konkurrenten kaufte und diese entweder aufarbeitete oder verschrottete, wuchs Ottomeyer zu einem der führenden Anbieter auf diesem umkämpften Markt heran. Bis zum Ende des Ersten Weltkrieges 1918 arbeiteten Ottomeyer-Pflüge vor allem in der Kultivierung von Ödland im Kreis Wiedenbrück und auf Feldern in der Magdeburger Börde, um Braunschweig, Kassel und Hannover.
Mit wachsendem Erfolg und zunehmender Erfahrung ging Ottomeyer dazu über, selbst Maschinen und Geräte zu entwickeln und in der eigenen Werkstatt zu bauen. Bei den Pfluglokomotiven nutzte Ottomeyer stets Lokomobilen anderer Hersteller (Fowler, Henschel, Heucke, Rheinmetall, ASTO, Kemna) als Basis, die dann umgebaut und verbessert wurden. Bei Pflügen und anderen Ackergeräten stellte Ottomeyer auch vollständige Eigenkonstruktionen her.
Nach der Entscheidung zur Aufspaltung des Unternehmens machte sich Wilhelm Ottomeyer 1920 unter eigener Firma mit dem Dampfpflugbetrieb selbstständig. Er zog mit dem Betrieb, der inzwischen auf sechs Maschinensätze angewachsen und deshalb für die engen Werkstattgebäude in Steinheim zu groß geworden war, nach Lügde um, wo er an der Grenze zur Stadt Pyrmont (Pyrmonter Straße 64, Nähe Bahnhof, 51° 58′ 13,2″ N, 9° 15′ 51,6″ O) ein Gelände übernahm. Bis 1925 war die Anzahl der Pfluggespanne bereits auf neun angestiegen.
Ab 1925 verlor Ottomeyer viele Aufträge an die neu gegründete, staatliche Deutsche Ödlandkultur-Gesellschaft (Dökult), die über bis zu 25 Lokomobilen verfügte und als öffentliches Unternehmen bei der Vergabe öffentlicher Aufträge gegenüber privaten Anbietern bevorzugt wurde. Ottomeyer überstand die Krise, indem er verstärkt ins Ausland (insbesondere in die Niederlande und nach Dänemark) auswich. Nach der Auflösung der Dökult im Jahr 1931 erhielt Ottomeyer wieder verstärkt Aufträge aus dem Inland. Insbesondere im Rahmen der Autarkiebestrebungen des Dritten Reiches erlebte Ottomeyer ab Mitte der 1930er Jahre einen wirtschaftlichen Aufschwung. 1938 verfügte Wilhelm Ottomeyer bereits über vierundzwanzig Dampfpflugsätze und mehr als 100 sonstige Landmaschinen. Zwischen 1887 und 1947 tiefpflügte die Firma Ottomeyer in Deutschland, den Niederlanden und Dänemark rund 200.000 ha Land.
Während des Zweiten Weltkrieges wurden Ottomeyers Planier-Dampfpflüge auch dazu genutzt, um Feldflugplätze für die deutsche Luftwaffe zu erstellen.
Seine größte historische Bedeutung erreichte das Unternehmen Wilhelm Ottomeyer in der Nachkriegszeit zwischen 1945 und 1970. Zwar betrieb Ottomeyer weniger Maschinensätze als vor dem Krieg (1960 waren es nur noch sechzehn Pflugsätze gegenüber 24 im Jahr 1938), dafür waren diese aber wesentlich größer und leistungsstärker. Gegenüber der Vorkriegszeit wurde die Pflugtiefe und auch die Antriebsleistung der Pfluglokomotiven mehr als verdoppelt.
Auslöser für diese Entwicklung war ein stark erhöhter Flächenbedarf in Westdeutschland für die Ansiedlung von Vertriebenen und Flüchtlingen aus den deutschen Ostgebieten. Zur Gewinnung von zusätzlichem Kulturland plante man unter anderem die Urbarmachung von Moor- und Ödland, vor allem im Nordwesten Deutschlands. Das größte Projekt dieser Art war der 1950 beschlossene Emslandplan. Da für die Verbesserung der Bodenstruktur eine tiefe Durchmischung erforderlich war, führten die Kultivierungspläne zu einer hohen Nachfrage nach leistungsfähigen und großen Tiefpflügen. Hierfür waren insbesondere Dampfpfluggespanne geeignet. Bereits ab 1946 erhielt Ottomeyer erste Aufträge für Einsätze an der deutsch-niederländischen Grenze, z. B. bei Neugnadenfeld (Alexisdorf) im Bourtanger Moor.
Zusammen mit der Staatlichen Moorversuchsstation in Bremen hatte Ottomeyer bereits ab 1936 ein Verfahren für die besonders schwierigen Moorböden des Emslandes entwickelt. Zur Erreichung der hierfür erforderlichen Pflugtiefe entwarf und baute Ottomeyer einen neuen Kipppflugtyp, genannt Mammut (siehe Bilder), der den Boden bis zu 2,2 Meter tief umwälzen konnte. Wegen der zwei langen, entfernt an die spitzen Flügel einer Schwalbe erinnernden Pflugscharen wurde der Kipppflug in Volksmund auch „Emslandschwalbe“ genannt.
Als Antrieb für den Pflug baute Ottomeyer zudem eine Hochleistungs-Lokomobile auf der Basis einer Maschine von Fowler mit Dampfkessel von Henschel. Viele Teile wurden von Ottomeyer verändert und verstärkt, um die hohe Zugleistung von je 450–500 PS umsetzen zu können. Dies waren die stärksten jemals gebauten selbstfahrenden Lokomobilen der Welt. Zwei solche Maschinen, also fast 1000 PS, zogen auf jeder Seite des Mammutpfluges, d. h. insgesamt waren vier Maschinen im Einsatz.
Im Jahr 1950, gerade als sein Verfahren den Durchbruch erreichte, starb Wilhelm Ottomeyer. Danach wurde der Mietpflugbetrieb von seinem Sohn Fritz geleitet. Die erfolgreiche Zeit der Mammutpflüge in der Moorkultivierung dauerte für Ottomeyer noch bis Anfang der 1970er Jahre. Den letzten Einsatz gab es – dokumentiert durch Filmaufnahmen – am 20. September 1972 bei Groß Hesepe. Danach stellte Ottomeyer das Dampfpflügen ein. Weitere Tiefpflugeinsätze, wie etwa die letzte staatlich geförderte Tiefkulturmaßnahme in Deutschland, 1986 bei Groß Hesepe, führte Ottomeyer mit Anbaupflügen hinter Gespannen aus Raupenfahrzeugen durch.

#### Friedrich Ottomeyer jun. (Mühle, Maschinenwerkstatt und -handel in Steinheim)
Die Mühle in Steinheim mit dem angegliederten Verkaufs- und Reparaturbetrieb für Landmaschinen wurde nach dem Tode Friedrich Ottomeyers von dessen ältestem Sohn Friedrich jun. („Fritz“) weitergeführt.
1911 wurde die Mühle modernisiert, der Antrieb wurde von traditionellen Wasserrädern auf Turbinen umgestellt. 1924 wurde die Mühle nochmals umgebaut und es wurden zwei Stockwerke aufgesetzt.
1944 starb Fritz Ottomeyer und Werner Ottomeyer übernahm die Leitung des Betriebs.
Der Sägemühlenbetrieb in Steinheim wurde noch bis 1948, der Getreidemühlenbetrieb bis 1969 fortgesetzt, danach erfolgte die Stilllegung der Mühle. Die Aktivitäten am Standort Steinheim beschränkten sich danach auf Handel sowie Bau und Wartung von Landmaschinen und Fahrzeugen.
Parallel zu dem zu dieser Zeit noch florierenden Mietpfluggeschäft seines Cousins in Pyrmont hatte Werner Ottomeyer in Steinheim bereits ab den späten 1950er Jahren begonnen, im Bereich Landmaschinen- und Traktorenhandel zu expandieren. Für das wachsende Handelsgeschäft gründete Ottomeyer ausgehend vom Stammsitz in Steinheim mehrere Filialen in der weiteren Umgebung, so etwa 1957 in Beverungen, 1958 in Bösingfeld, 1960 in Kleinenberg und 1967 in Hohenwepel. 1959 eröffnete Ottomeyer zudem neben dem Landtechnikhandel in Steinheim ein Autohaus der Marke Fiat. Ab 1971 importierte und vertrieb Ottomeyer exklusiv die Traktoren und Landmaschinen des US-amerikanischen Herstellers John Deere in Deutschland.
In seinem Letzten Willen hatte der 1964 verstorbene Firmenchef Werner Ottomeyer festgelegt, dass der Testamentsvollstrecker die Funktionen eines Aufsichtsrates über das Familienunternehmen Ottomeyer übernehmen solle. Ab 1979 bekam diese Aufgabe der vorherige Geschäftsführer Julius Stiel übertragen. 1984 trat Dietmar Sieland das Amt des Geschäftsführers an; 1988/89 kaufte er das Unternehmen und wurde zum Alleineigentümer. Zum Geschäftsführer machte er Gerhard Niehaus. 1995 bzw. 1997 übertrug Sieland je 40 % seiner Anteile an seine Söhne Volker und Ralf und machte sie zu Geschäftsführern.
Ab 1985 vertrieb Ottomeyer auch Kleinmaschinen und Geräte für den Garten- und Landschaftsbau und für Kommunalbetriebe und eröffnete 1990 einen eigenen Gartenbaumarkt. In den 1990er Jahren, nach der deutschen Wiedervereinigung, expandierte Ottomeyer massiv durch den Kauf von Betrieben in Ostdeutschland, u. a. in Klebe, Grimma, Dannenwalde, Neustadt-Kampehl und Bad Dürrenberg. Daneben wurden auch in der westdeutschen Stammregion, in Paderborn und Groß Berkel, weitere Handelsniederlassungen gegründet.
Im Jahr 2010 kam es nach wirtschaftlichen Schwierigkeiten zum Zerwürfnis mit John Deere. In der weiteren Folge musste das Traditionsunternehmen Ottomeyer Insolvenz anmelden. Nur die ehemaligen, zwischenzeitlich verselbstständigten Tochterunternehmen Ottomeyer & Schmücker-Geringhoff (OSG) und Ottomeyer-MV waren nicht betroffen.

## Erhaltene Dampfpflüge
Von mehreren Dutzend Dampfpflugsätzen, die Ottomeyer baute und betrieb, sind unter anderem folgende Exemplare in Museen oder bei Privatsammlern erhalten:
| Typ                               | Original- hersteller      | Name                 | Baujahr | Fabr.-Nr. (Original- hersteller) | Standort                                                                         | Bemerkung / Quellen                                                                    | Bild |
| --------------------------------- | ------------------------- | -------------------- | ------- | -------------------------------- | -------------------------------------------------------------------------------- | -------------------------------------------------------------------------------------- | --- |
| Kuhlpflug Typ „Mammut“            | Ottomeyer (Eigenbau)      | „Heumar“ (?)         |         |                                  | Emsland Moormuseum, Groß Hesepe, Niedersachsen                                   | 2010 vom Außengelände in neue Halle verlegt                                            | Tiefpflug Typ „Mammut“ im Emsland-Moormuseum Groß-Hesepe (in der neuen Halle)                                 |
| Kuhlpflug Typ „Mammut“            | Ottomeyer (Eigenbau)      | „Oldenburg“          |         |                                  | Museumsdorf Cloppenburg, Cloppenburg, Niedersachsen                              |                                                                                        | Tiefpflug „Oldenburg“ im Museumsdorf Cloppenburg                                                              |
| Pfluglokomotive (Ottomeyer-Umbau) | Rheinmetall               | „Mecklenburg“ I + II | 1922    | 457                              | Bauernhof Heusser, Zürich-Hönggerberg, Schweiz (47° 24′ 20,9″ N, 8° 30′ 12,3″ O) | Privatbesitz, mit Pflug                                                                | Tiefpflug in Zürich-Höngg                                                                                     |
| Pfluglokomotive (Ottomeyer-Umbau) | Rheinmetall               | „Mecklenburg“ I + II | 1922    | 458                              | Bauernhof Heusser, Zürich-Hönggerberg, Schweiz (47° 24′ 20,9″ N, 8° 30′ 12,3″ O) | Privatbesitz, mit Pflug                                                                | Tiefpflug in Zürich-Höngg                                                                                     |
| Pfluglokomotive (Ottomeyer-Umbau) | Rheinmetall               | „Heumar“             | 1928    | 775                              | Museumsdorf Cloppenburg, Cloppenburg, Niedersachsen                              |                                                                                        | Pfluglokomotive „Heumar“ im Museumsdorf Cloppenburg, Bj. 1929, Umbau auf Basis Originalhersteller Rheinmetall |
| Pfluglokomotive (Ottomeyer-Umbau) | Kemna                     | „Berlin“ I + II      | 1911    | 337                              | Deutsches Technikmuseum, Berlin                                                  | Im Archivfundus des Museums, nicht öffentlich ausgestellt                              | |
| Pfluglokomotive (Ottomeyer-Umbau) | Kemna                     | „Berlin“ I + II      | 1911    | 338                              | Bad Pyrmont (?)                                                                  | Status und genauer Standort unklar                                                     | |
| Pfluglokomotive (Ottomeyer-Umbau) | Kemna                     | „Küstrin“ I + II     | 1912    | 413 (oder 338?)                  | Hanf-Labyrinth/Brennerei Leonhard Nordhues, Oelde                                | Privat; Besichtigung nur mit Voranmeldung                                              | |
| Pfluglokomotive (Ottomeyer-Umbau) | Kemna                     | „Küstrin“ I + II     | 1912    | 412                              | Auto- und Technikmuseum, Sinsheim, Baden-Württemberg                             | [ 39 ]                                                                                 | Pfluglokomotive „Küstrin“ im Auto- und Technikmuseum Sinsheim                                                 |
| Pfluglokomotive (Ottomeyer-Umbau) | Henschel/ Fowler (Lizenz) | „Magdeburg“ I + II   | 1955    | 5183                             | Schwäbisches Bauern- und Technikmuseum, Eschach-Seifertshofen, Baden-Württemberg | Lokomobile ist funktionstüchtig und wird regelmäßig auf Dampffestivals vorgeführt      | |
| Pfluglokomotive (Ottomeyer-Umbau) | Henschel/ Fowler (Lizenz) | „Magdeburg“ I + II   | 1955    | 5184                             | Schwäbisches Bauern- und Technikmuseum, Eschach-Seifertshofen, Baden-Württemberg | Lokomobile ist funktionstüchtig und wird regelmäßig auf Dampffestivals vorgeführt      | |
| Pfluglokomotive (Ottomeyer-Umbau) | Henschel/ Fowler (Lizenz) | „Thüringen“ I + II   | 1955    | 5185                             | Emsland Moormuseum, Hesepe, Niedersachsen                                        | 2010 vom Außengelände in neue Halle verlegt                                            | Die Pfluglokomobilen „Thüringen“ I und II im Emsland Moormuseum                                               |
| Pfluglokomotive (Ottomeyer-Umbau) | Henschel/ Fowler (Lizenz) | „Thüringen“ I + II   | 1955    | 5186                             | Emsland Moormuseum, Hesepe, Niedersachsen                                        | 2010 vom Außengelände in neue Halle verlegt                                            | Die Pfluglokomobilen „Thüringen“ I und II im Emsland Moormuseum                                               |
| Pfluglokomotive (Ottomeyer-Umbau) | Henschel/ Fowler (Lizenz) | „Zeven“              | 1958    |                                  | Preston, Vereinigtes Königreich                                                  | Privatbesitz; 2007 bei der Preston Steam Rally zum Verkauf angeboten (Verbleib unklar) | |

## Verweise

### Dokumentarfilme
- Historischer Filmservice Fridolin Benteler (Hrsg.): Der letzte Dampfpflug-Einsatz. Moorkultivierung mit Ottomeyer-Dampfpflügen. bestehend aus zwei Teilen. wk&f Filmverlag (EAN:4260069252192).
  - Teil 1: Die letzten Dampfpflüger. (Vorschau auf Amazon.de – S/W-Tonfilm von 1962, kommentiert, ca. 20 Minuten).
  - Teil 2: Moorkultivierung mit Ottomeyer-Dampfpflügen. (Zusammenschnitt aus S/W-Tonfilm von 1940 und Farbstummfilm von 1959, kommentiert, ca. 26 Minuten).
- Ottomeyer Lokomobile im Emsland. Farbstummfilm (Amateurvideo, Super 8), um 1970. Vom Emsland-Moormuseum hochgeladen auf YouTube, abgerufen am 10. April 2013.
- Tiefpflug „Mammut“ der Firma Ottomeyer/Pyrmont im Emsland. Farbstummfilm von 1970. Vom Emsland-Moormuseum hochgeladen auf YouTube, abgerufen am 10. April 2013.
- Ottomayer ploughing engines 1972. Video von 1972. YouTube, abgerufen am 10. April 2013.
- Stoommachine Stoomploegen. S/W-Tonfilm, mit Kommentar in niederländischer Sprache. YouTube, abgerufen am 10. April 2013.